# 金陵琴派
金陵琴派為中国历史上的古琴流派。最早发迹于明朝末代时期的中国南京，清朝时期逐漸成形。

## 历史

### 明末清初
金陵琴派源於明末到清初這段時間，廣義的金陵琴派包括江派黃龍山、楊表正與楊掄，以及《琴學心聲諧譜》的作者莊臻鳳
；而狹義的金陵琴派則另有其人，其作品見於《五知齋琴譜》中標示為金陵派的琴曲，然而相關琴人不詳。

### 近代
1954年12月23日，以甘涛为社长、夏一峯为副社长成立了南京乐社，南京乐社的古琴组将《平沙落雁》和《广陵散》等曲目加以整理。而后古琴组从南京乐社独立出来，正式成立金陵琴社。文革期间暂停，直到1978年才得以才恢复。现代金陵琴派的代表人物为桂世民与刘正春，两位同为国家级的非物质文化遗产金陵派古琴传承人。

## 传承与保护
2008年6月，金陵琴派被列入第二批中國国家级非物质文化遗产名录中。2018年10月14日，首次在南京中国科举博物馆举行了《古琴艺术·金陵琴派》打谱活动的研讨会。